# 헤네구야 살미니콜라
헤네구야 살미니콜라(학명: Henneguya salminicola) 또는 헤네구야 츠쇼케이(Henneguya zschokkei학명: Henneguya zschokkei)라고 불리는 이 기생충은 타피오카 펄을 닮은 흰색 낭종의 모양으로, 연어속의 특정 종들에 기생하는 기생충이다.
헤네구야 살미니콜라는 알려진 동물 중 미토콘드리아 DNA와 미토콘드리아가 완전히 없는 유일한 다세포 동물로, 에너지를 생산하기 위해 호기성 호흡 이외의 아직 알려지지 않은 다른 방법을 사용한다.

## 묘사
헤네구야 살미니콜라는 어류에서 발견되며, 2개의 전방 극성 캡슐과 2개의 긴 꼬리같은 부속기관이 있는 난형의 포자로 발견된다.

## 숙주
헤네구야 살미니콜라의 알려진 숙주는 다음과 같다.
- Oncorhynchus gorbuscha (곱사연어)
- Oncorhynchus keta (연어)
- Oncorhynchus kisutch (은연어)
- Oncorhynchus nerka (홍연어)
- Oncorhynchus mykiss (무지개송어)
- Oncorhynchus tshawytscha (왕연어)
- Salmo salar (대서양연어)

## 미토콘드리아 게놈의 부족
헤네구야 살미니콜라의 혐기성 특성은 2020년 2월 텔아비브 대학교의 과학자들에 의해 우연히 발견되었다. 도로시 후촌(Dorothee Huchon) 교수와 동료들은 이 동물에 미토콘드리아 게놈이 없다는 것을 알아냈다.

## 같이 보기
- 동갑동물